# Catedral nueva de Plasencia
La Catedral Nueva de Plasencia está situada en la ciudad de Plasencia, en el norte de Extremadura y es la sede de la diócesis de Plasencia. Es el templo de mayor y más rica ornamentación de Extremadura.

## Historia
Se empezó a construir en el año 1498 y finalizó en el año 1578, en el que las obras sufrieron una paralización. Más tarde fueron retomadas durante el siglo XVIII, quedando finalmente inacabada.
Intervinieron en su construcción varios arquitectos considerados como los mejores de su tiempo, como Juan de Álava, Francisco de Colonia o Enrique Egas, que se encargó de realizar los primeros planos de la futura catedral. También dejaron su huella otros arquitectos como Alonso de Covarrubias, Pedro de Ezquerra, Pedro de Ibarra, Rodrigo Gil de Hontañón y Diego de Siloé.

## Características

### Fachadas

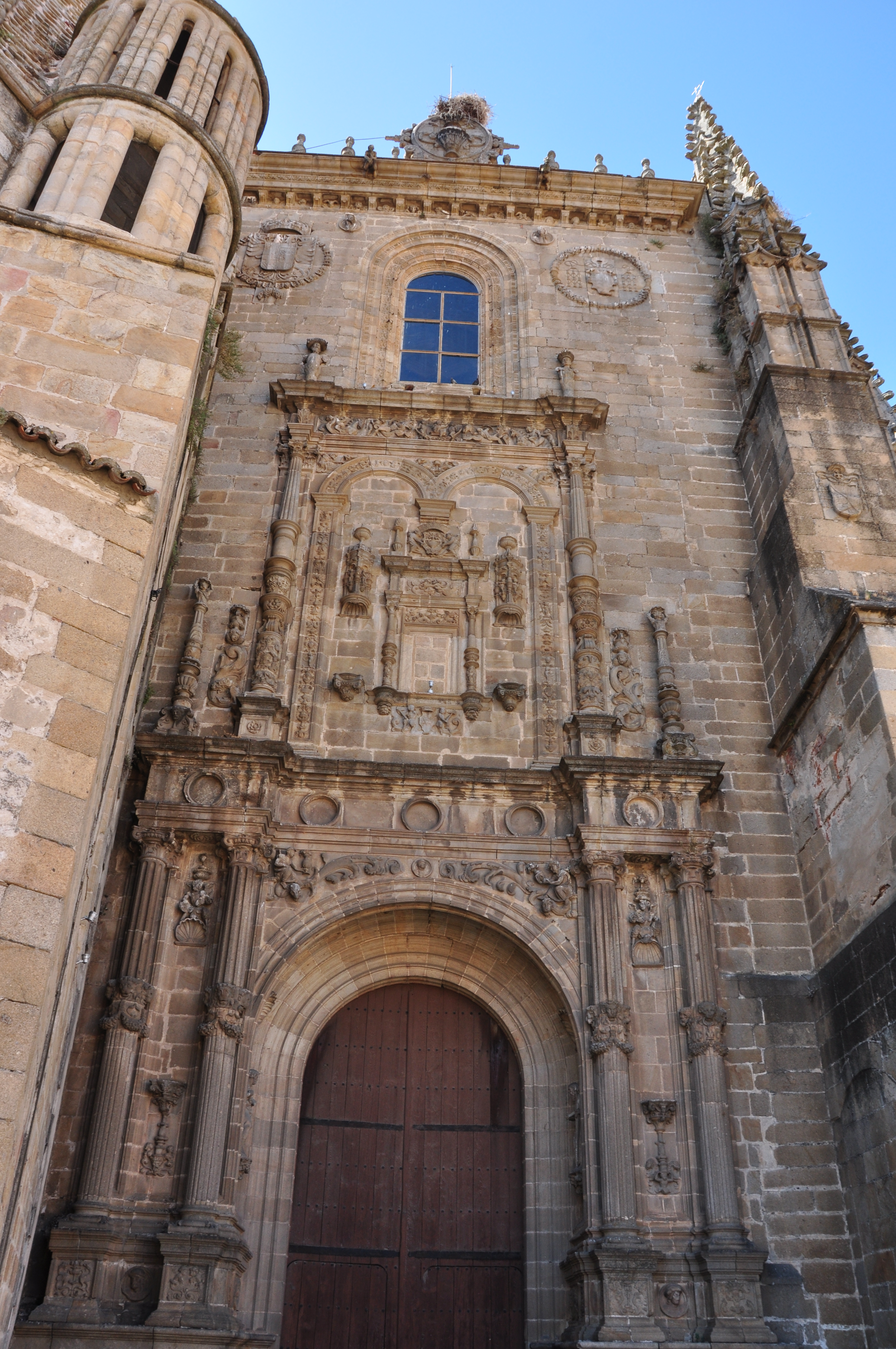
Fachada lateral de la Catedral Nueva de Plasencia, atribuida a Diego de Siloé.

Posee dos fachadas renacentistas de estilo plateresco, la principal es obra de Juan de Álava, que la terminó en 1558. Está dividida en cuatro cuerpos y cinco calles, que constituyen un auténtico retablo en piedra. Le faltan las estatuas, que nunca llegaron a esculpirse. Probablemente la obra fuera iniciada por Juan de Álava y terminada por Gil de Hontañón, quien realizó el cuerpo superior, las cresterías y las agujas.
La otra fachada está datada entre 1538 y 1548 y es atribuida tradicionalmente a Diego de Siloé.

### Bóvedas
El interior posee tres naves siendo todas de igual altura, 26 metros, contra lo que era costumbre en la época; posee también un crucero abierto de bóveda de crucería.
Estas altas bóvedas descansan en haces de columnas cuyos nervios no parten desde los capiteles, sino desde los basamentos mismos, extendiéndose ramificados entre las bóvedas y creando de este modo un efecto de gran belleza y únicos en el mundo.

### Retablos

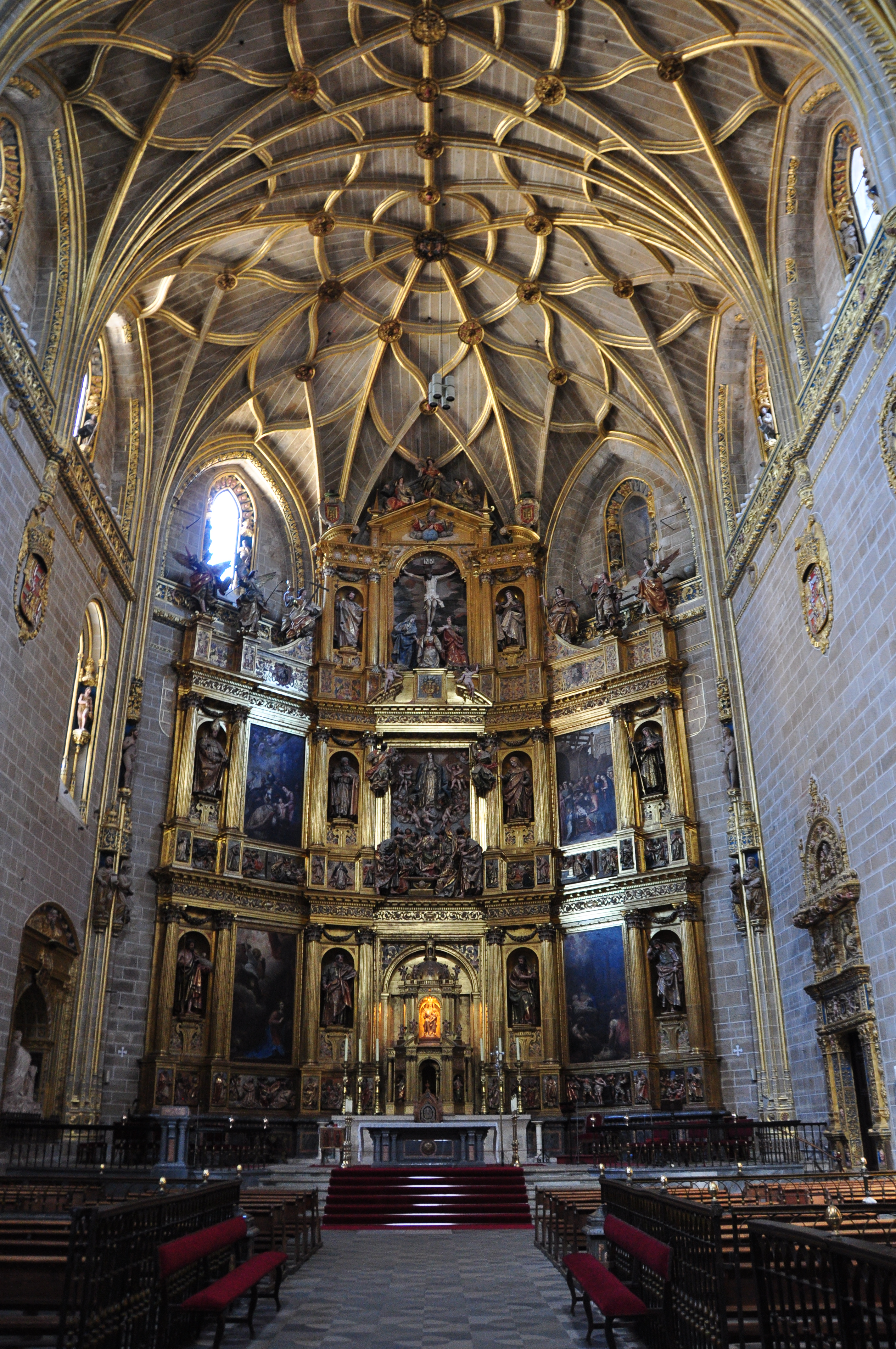
Retablo mayor de la Catedral Nueva.

El retablo mayor, de estilo barroco, es del siglo XVII. Consta de tallas de madera policromada según la técnica del estofado, de Gregorio Fernández. Posee pinturas de Francisco Rizi tales como los lienzos de la Anunciación y la Adoración de los Pastores, así como la Adoración de los Reyes de Luis Fernández y la Circuncisión de Mateo Gallardo. En el tabernáculo se venera una imagen de Nuestra Señora del Sagrario, de estilo gótico y que data del siglo XII. El original es de madera recubierta de plata y se expone en el museo catedralicio. Fue financiada la obra del retablo mayor en un primer momento por el obispo don Pedro González de Acevedo (Torremormojón, (Palencia), 28.X.1534 – Plasencia (Cáceres), 20.XI.1609), mientras que la policromía del retablo y los lienzos de pintura fueron costeados por el obispo don Diego de Arce y Reinoso (Zalamea de la Serena, Badajoz, 25.IV.1587 - Madrid, 20.VI.1665).
Los retablos laterales son ya de estilo barroco, siendo el de la Virgen de la Asunción de los hermanos Alberto y Joaquín Churriguera.
Muy cercano al retablo mayor se halla el sepulcro del obispo Ponce de León, el cual descansa en un magnífico panteón del granadino Mateo Sánchez de Villaviciosa, con estatua orante de dicho obispo.

### Coro
La reja del coro es de hierro forjado en estilo plateresco, y se atribuye a Juan Bautista Celma. Se terminó en 1604 y se doró en 1763. Está coronada por una imagen de la Santísima Virgen y alberga en su interior la espléndida sillería del coro que antes se encontraba en la Catedral Vieja.
Esta sillería es obra de Rodrigo Alemán y es de estilo gótico flamígero. Está hecha en madera de nogal y sobresalen en ella la silla del Obispo, que se halla en el centro, y también dos más a ambos lados de esta, dedicadas a los Reyes Católicos. Consta de 41 sitiales en el coro alto y 26 en el coro bajo, todos adornados con relieves. Los temas de los relieves y tallas son de lo más variado: religiosos, profanos, mitológicos, rayantes en lo obsceno, satíricos, escatológicos, costumbristas, fantásticos... La sillería está rematada con cresterías y cada silla lleva superpuesta una taracea. La obra se concluyó a principios del siglo XVI.

### Órgano
El órgano fue construido por Casai Elezgaray y es de estilo plateresco y transición al barroco.

## Galería

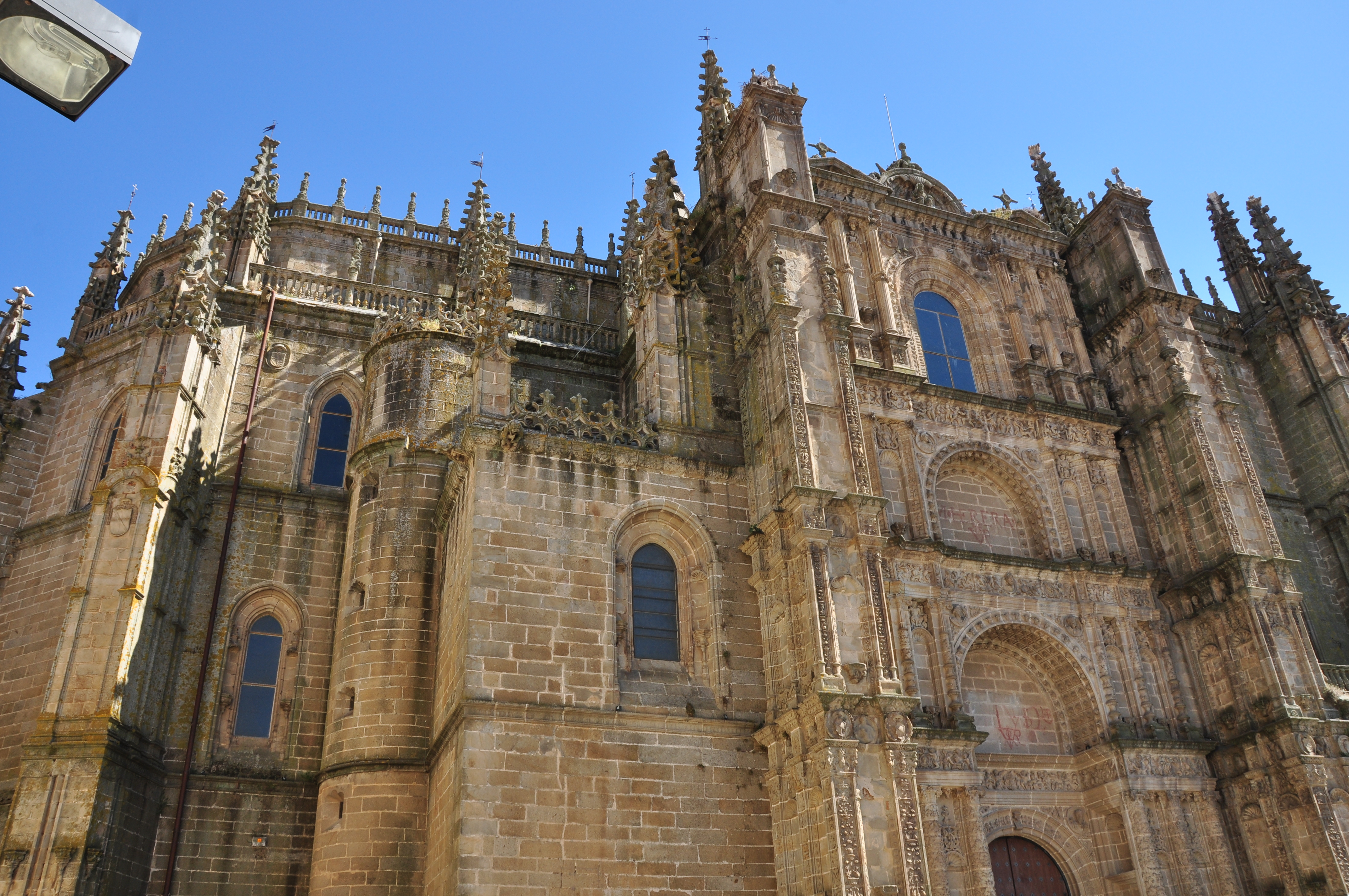
Parte superior de la fachada.
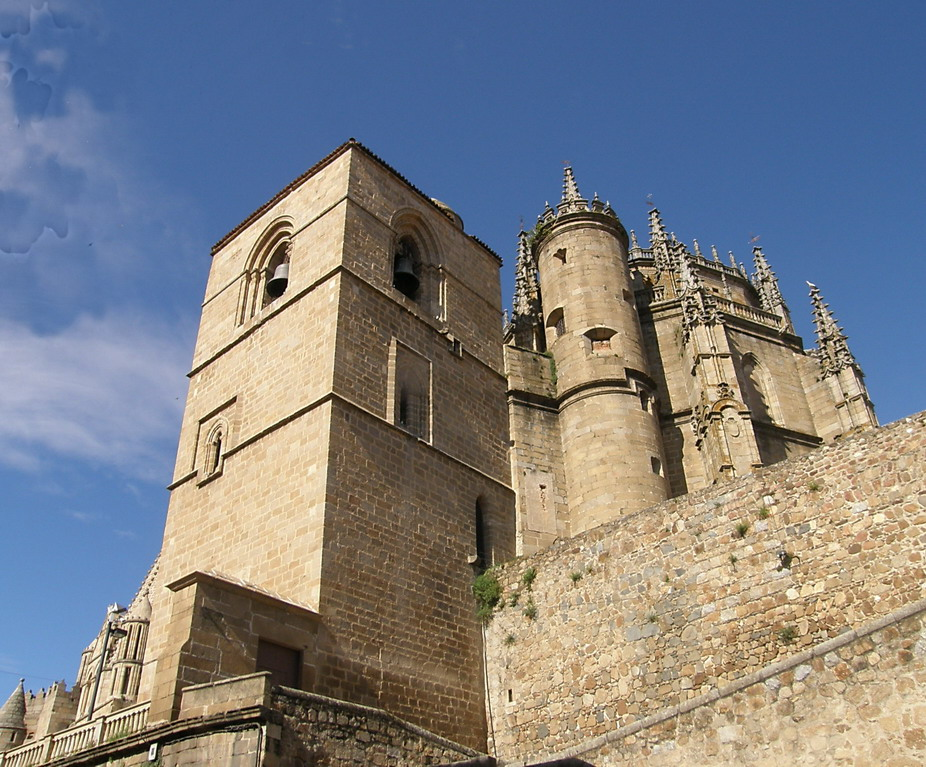
Torre del campanario.
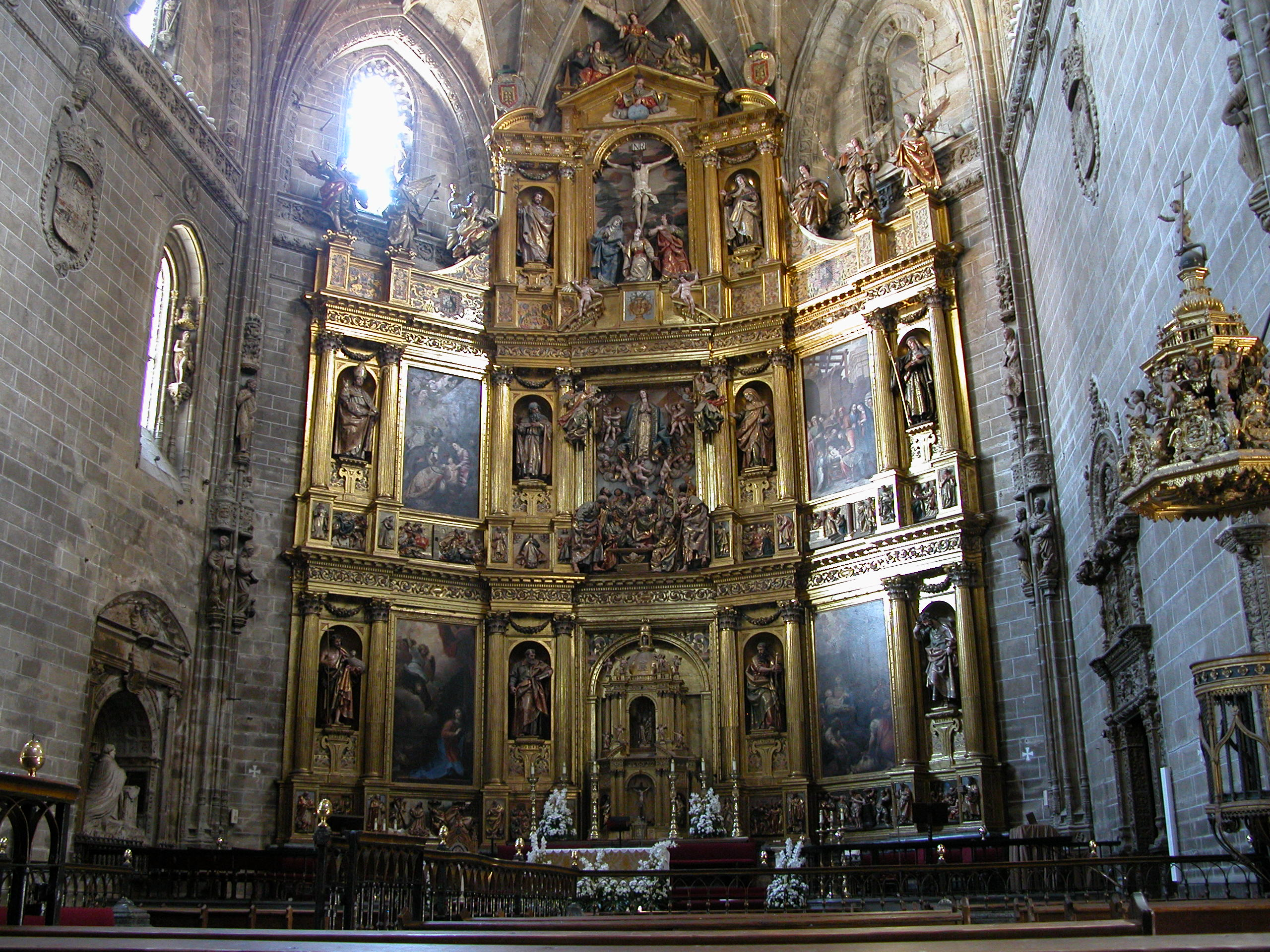
El retablo mayor, obra barroca del siglo XVII.
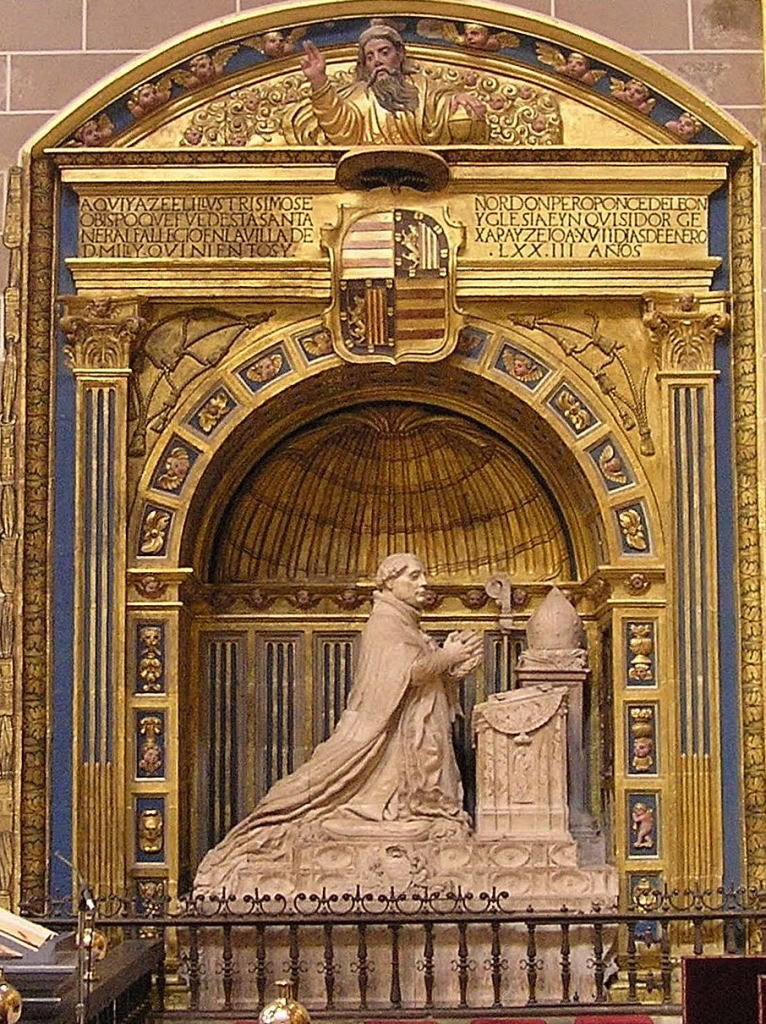
Sepulcro del obispo Pedro Ponce de León.
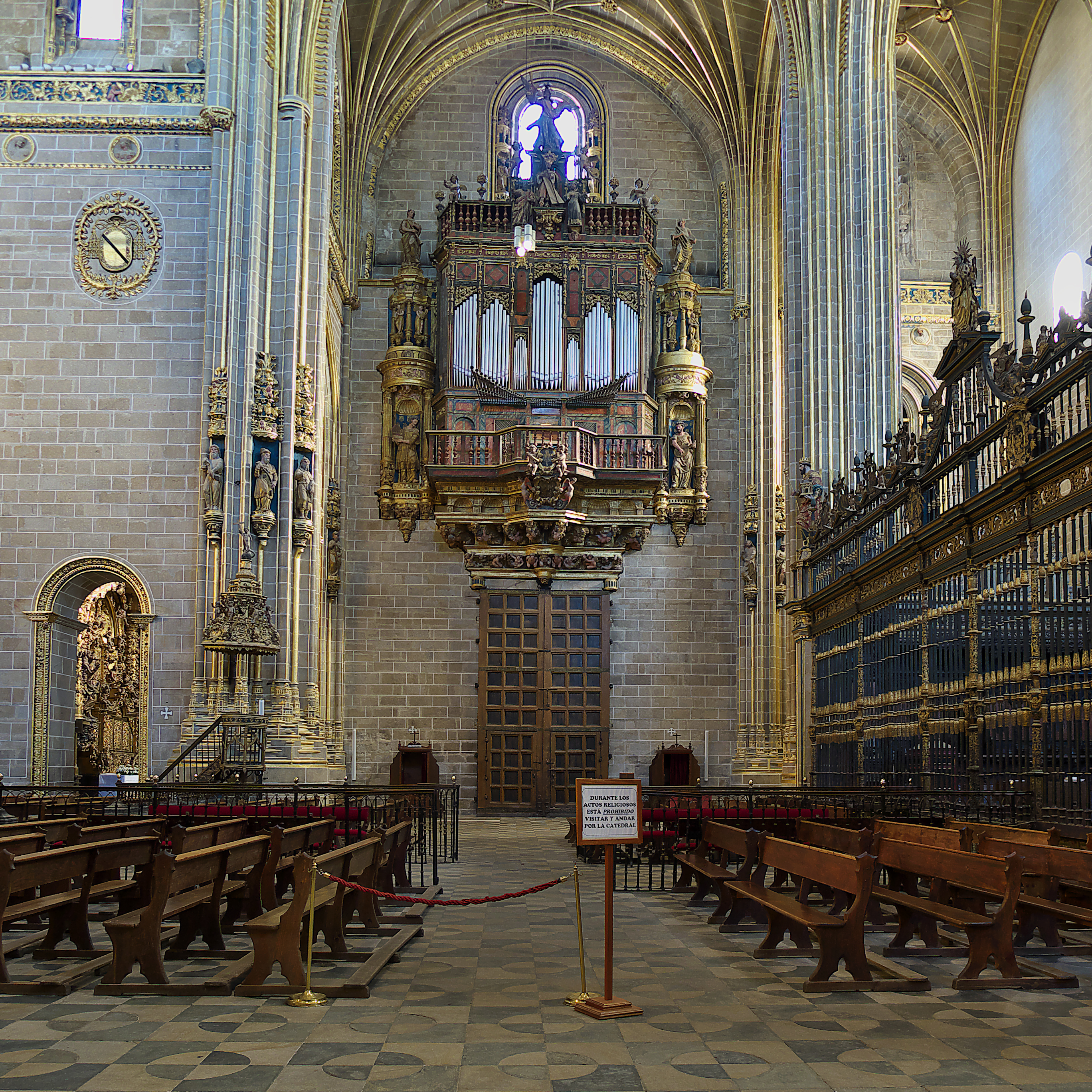
El Órgano Grande, obra de fray Domingo de Aguirre.